# Egira argus
Egira argus là một loài bướm đêm trong họ Noctuidae.